# Hypocnemis
Hypocnemis är ett fågelsläkte i familjen myrfåglar inom ordningen tättingar. Släktet omfattar åtta arter som förekommer från Venezuela och Colombia till nordöstra Bolivia och södra Brasilien:
- Guyanadrillmyrfågel (H. cantator)
- Imeridrillmyrfågel (H. flavescens)
- Perudrillmyrfågel (H. peruviana)
- Gulbröstad drillmyrfågel (H. subflava)
- Rondôniadrillmyrfågel (H. ochrogyna)
- Parádrillmyrfågel (H. striata)
- Manicorédrillmyrfågel (H. rondoni)
- Gulbrynad myrfågel (H. hypoxantha)